# Оператор мобільного зв'язку
Оператор стільникового зв'язку (оператор мобільного зв'язку, оператор бездротового зв'язку) — компанія, що надає послуги стільникового зв'язку для стільникових телефонів своїх абонентів.

## Послуги
Оператор, на основі наявних у нього в розпорядженні технологій, може надавати клієнтам послуги:
- Голосовий дзвінок;
- Автовідповідач;
- Роумінг;
- АВН (Автоматичний визначник номера);
- Прийом і передача коротких текстових повідомлень (SMS);
- Прийом і передача мультимедійних повідомлень — зображень, музики, відео (MMS-сервіс);
- Мобільний банк (послуга);
- Інтернет;
- Відеодзвінок і відеоконференція